# منشأة برديس
قرية منشأة برديس هي إحدى القرى التابعة لمركز البلينا بمحافظة سوهاج في جمهورية مصر العربية. حسب إحصاءات سنة 2006، بلغ إجمالي السكان في منشأة برديس 22780 نسمة، منهم 11061 رجل و11719 امرأة.